# Sedro-Woolley
Sedro-Woolley é uma cidade localizada no estado norte-americano de Washington, no Condado de Skagit.

## Demografia
Segundo o censo norte-americano de 2000, a sua população era de 8658 habitantes.
Em 2006, foi estimada uma população de 10.402, um aumento de 1744 (20.1%).

## Geografia
De acordo com o United States Census Bureau tem uma área de
8,8 km², dos quais 8,8 km² cobertos por terra e 0,0 km² cobertos por água.

## Localidades na vizinhança
O diagrama seguinte representa as localidades num raio de 16 km ao redor de Sedro-Woolley.